# لونترن
لونترن (به هلندی: Lunteren) یک منطقهٔ مسکونی در هلند است که در ایده (هلند) واقع شده‌است. لونترن ۱۲٬۶۶۰ نفر جمعیت دارد.